# Lukas Märtens
Lukas Märtens (født 2001) er en tysk svømmer.
I 2021 repræsenterede han sit land ved sommer-OL 2020 i Tokyo, Japan, og kom på 7. pladsen i finalen med holdet i 4×200 m frisvømning..
Han repræsenterede sit land ved sommer-OL 2024 i Paris vandt han guld i 400 m fri.